# エスメラルダス県
エスメラルダス県（エスメラルダスけん、西: Provincia de Esmeraldas）は、エクアドル北西部の県。県都はエスメラルダス。
アフロエクアドル文化の中心地である。

## 隣接する県
- ナリーニョ県
- カルチ県
- インバブーラ県
- ピチンチャ県
- サント・ドミンゴ・デ・ロス・ツァチラス県
- マナビ県

## 郡と都市

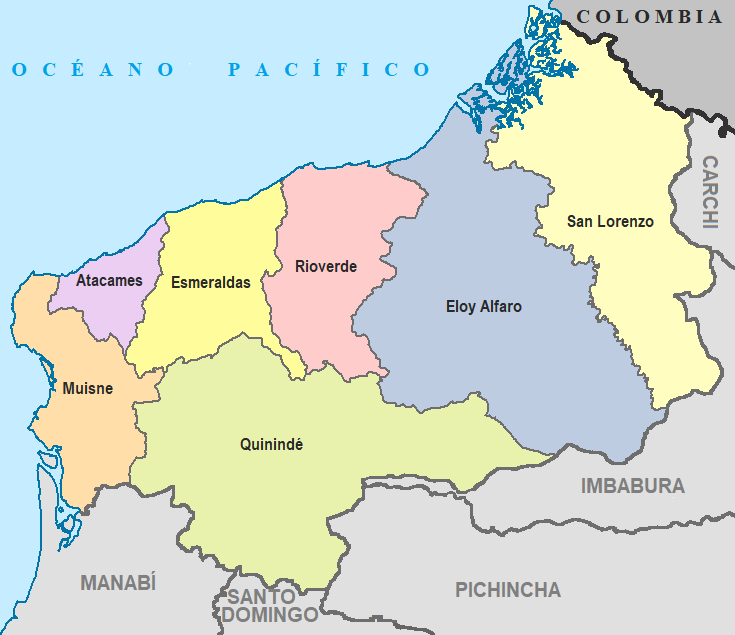
エスメラルダス県の郡

エスメラルダス県は8つの郡に分けられる。
| 郡名                 | 人口 （2001年国勢調査） | 面積（km2） | 中心都市                             |
| -------------------- | ----------------------- | ----------- | ------------------------------------ |
| アタカメス郡         | 30,267                  | 511         | アタカメス                           |
| エロイ・アルファロ郡 | 33,403                  | 4,302       | バルデス                             |
| エスメラルダス郡     | 157,792                 | 1,351       | エスメラルダス                       |
| ラ・コンコルディア郡 |                         |             | ラ・コンコルディア                   |
| ムイスネ郡           | 25,080                  | 1,265       | ムイスネ                             |
| キニンデー郡         | 88,337                  | 3,855       | ローザ・サーラテ（別名：キニンデー） |
| リーオ・ベルデ郡     | 22,164                  | 1,506       | リオベルデ                           |
| サン・ロレンソ郡     | 28,180                  | 3,106       | サン・ロレンソ                       |